# 安迪利亚

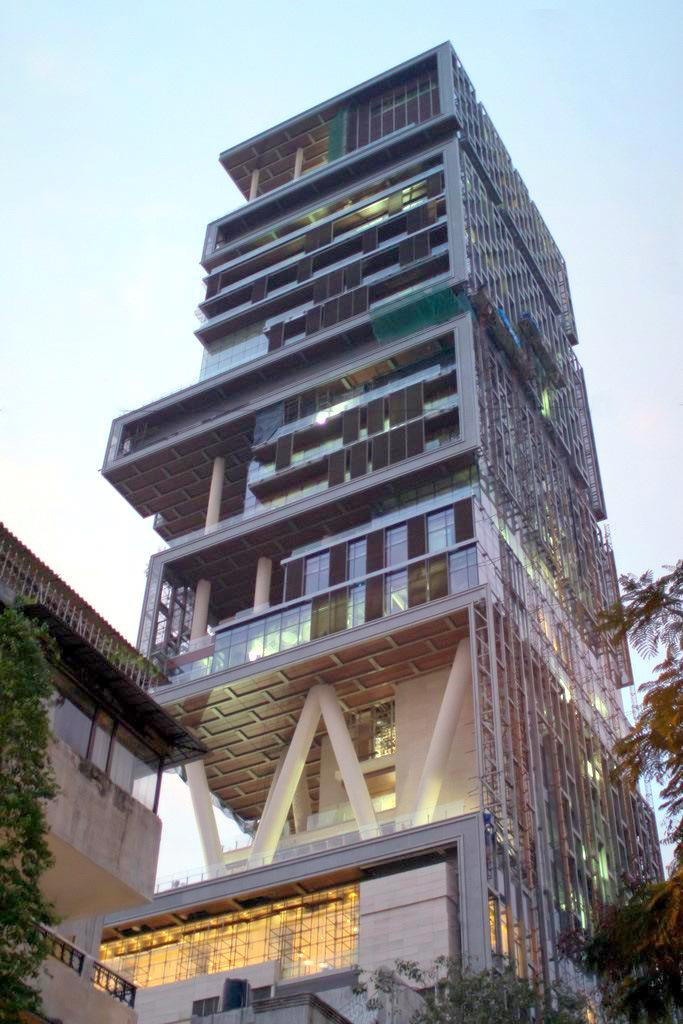
安迪利亚豪宅

安迪利亚（Antilia），是印度一幢市值约15億美元的豪宅，已經入伙，由印度首富穆凱什安巴尼（Mukesh Ambani）5口之家入住。安迪利亚位於孟買，樓高27層。大廈面積3.7萬平方米，比法國凡爾賽宮大少許，由600名職員管理。
此豪宅的天台有3個直升機坪，低層160個泊車位。豪宅高173米。由美國建築師設計，引入印度式風水Vaastu，用料玻璃幕牆、鋼和牆磚外牆，被稱為「傑作」。
豪宅設置9部電梯、健身室、排舞室、游泳池、舞廳、客房、戲院、空中花園等，可遠眺阿拉伯海。

## 社会评价
多數的印度人並不對該建築物感到嚮往與自豪，他們覺得該建築物“在一個如此多飢餓孩童的國度上修建是可恥的”。塔塔集團前董事長拉坦·塔塔表示安迪利亞是一個印度富豪對窮人缺乏同情心的極端例子。他說：“在裡面住的人應該關心一下在他附近周圍的事情與及撫心自問能不能為此做點什麼。如果不能那就太遺憾了，因為這個國家很需要這些人拿出他們巨大財富的一部分去緩和安迪利亞周圍居民的困苦。”“我很不解這樣做是因為什麼，這種事通常是引致革命的部分成因。”

## 外部連結
- Most Expensive Home in the World has 27 Floors and Slum Views – slideshow by the LA Times
- Antilla is the world’s most expensive house for $1 billion （页面存档备份，存于） – Luxurylaunches
- It's sad Mukesh Ambani lives in such opulence: Ratan Tata （页面存档备份，存于）
- Mukesh Ambani's residence Antilla

18°58′06″N 72°48′35″E / 18.9683°N 72.8097°E